# ReBirth RB-338
Rebirth RB-338 is een softwaresynthesizer voor Windows, Mac OS 8/9 en later op iOS voor iPhone en iPad. Het is ontwikkeld en uitgegeven door Propellerhead Software, een eerste versie van het programma is uitgekomen in december 1996. Tot september 2005 werd het programma ondersteund op de nieuwste besturingssystemen, kort hierna werd de website ReBirth Museum opgezet en werd het programma gratis aangeboden via deze site.
Het programma emuleert tegelijkertijd twee Roland TB-303-synthesizers en de drumcomputers Roland TR-808 en TR-909. Daarnaast zijn er modulaties beschikbaar die de samples en het uiterlijk van de gesimuleerde apparaten wijzigen.